# Гусейнов, Рафаэль Баба оглы
Рафаэль Баба оглы Гусейнов (азерб. Rafael Baba oğlu Hüseynov; род. 12 августа 1955) — азербайджанский литературовед, общественный деятель, публицист и переводчик, текстолог. Член Союза писателей Азербайджана, депутат, директор Национального музея азербайджанской литературы имени Низами Гянджеви, доктор филологических наук, действительный член НАНА (2014), профессор. Заслуженный деятель искусств Азербайджана (2005).

## Биография
Родился в городе Кюрдамир. Здесь же окончил среднюю школу № 12 (1971).
Получил образование по специальности «Персидская филология» на факультете востоковедения Азербайджанского государственного университета (1971—1976).
Трудовую деятельность начал по назначению в отделе истории философии Института философии и права Академии наук Азербайджана (1976—1978).
Занимал должность младшего научного сотрудника в отделе Иранской филологии (1978—1982), старшего научного сотрудника в отделе исследования и публикации письменных источников Востока средних веков (1982—1988).
В 1980 году защитил кандидатскую диссертацию.
Руководил отделом в Музее литературы имени Низами. В настоящее время является директором Музея азербайджанской литературы им. Низами Гянджеви.
Литературную деятельность начал с публикации стихов в городе Кюрдамир в местной газете «Ирели» в 1975 году. Периодически выступал в печати.
Является автором цикла еженедельных передач «Жизни, посвященные песне» и «Вечерние встречи» об азербайджанской народной музыке и её выдающихся представителях.
Является автором публицистических статей «Ясность невидящих глаз (незрячих)», «Главное — это то, что народ любит Вас», «Поезд разлуки» и др.
Является автором более 30 трудов по литературоведению, посвященных различным проблемам персоязычной и тюркоязычной поэзии средних веков.
В 1992 году защитил докторскую диссертацию по теме «Баба Таир Урьян и его поэтическое наследие».
Является составителем книг «Рубаи Мехсети Гянджеви», мемуаров «Свет двух жизней» о Расуле Рза и Нигяр Рафибейли (1987).
Преподавал дисциплины «Персидская литература» в АГУ (1987—1989), «История культуры» в Консерватории (1990—1991), «Азербайджанская литература» и «Культура Азербайджана» в Университете «Хазар» (1995).
Заведовал кафедрой «Азербайджанская филология и востоковедение» в Университете «Хазар» (1995—1998).
7 августа 2024 года распоряжением президента Азербайджана Ильхама Алиева, за большие заслуги в развитии литературоведческой науки в Азербайджане и многолетнюю плодотворную общественно-политическую деятельность награждён орденом «Шараф».
В 2024 году на парламентских выборах в Азербайджане, которые состоялись 1 сентября, одержал победу в Гаджигабул-Кюрдамирском избирательном округе №63. Официально стал депутатом Милли Меджлиса Азербайджана седьмого созыва, первое заседание которого состоялось 23 сентября 2024 года.

## Произведения
- Выше времени. — Баку, «Ишыг», 1987, 363 с.
- 1002-я ночь. — Баку, «Ишыг», 1988, 408 с.
- Мехсети как есть. — Баку, «Язычы», 1989, 336 с.
- Крупица нации. — Баку, «Азербайджан», 2001
- Мехсети Гянджеви — сама, её слово, её след. — Баку, «Нурлан», 2005
- Вечный Джавид. — Баку, «Нурлан». 2007
- Джавиды. — Тегеран, «Дорса», 2009, 288 с.
- Храм слова. Национальный музей азербайджанской литературы имени Низами Гянджеви. — Баку, «Араз», 2009
- Госпожа Луна — Мехсети Гянджеви. — Баку, «Элм», 2010
- Слово «Джан» в названии Родины. — Баку, «Элм», 2010
- Все звезды. Страницы нашей музыкальной истории. — Баку, «Элм ве техсил», 2012
- Памятник слова. — Баку, «Элм ве техсил», 2012
- Наша подпись. Размышления о мастерстве. — Баку, «Элм ве техсил», 2012
- Поэты Ширвана. — Баку, «Элм ве техсил», 2012
- Прекрасна как слово. Монография, посвященная Мехсети. — Баку, издательство «Шарг-Гарб», 2013
- Царица державы рубаи. Монография, посвященная Мехсети. — Баку, издательство «Шарг-Гарб», 2013
- Мехсети Гянджеви. Портрет — очерк. (книга на 21 языке — азербайджанском, азербайджанском арабским алфавитом, русском, английском, турецком, французском, немецком, итальянском, испанском, таджикском, фарси, арабском, корейском, японском, индонезийском, норвежском, греческом, хинди, польском, чешском, иврите, урду). — Баку, «Шарг-Гарб», 2013
- Вознесение слова (о классиках азербайджанской литературы). — Баку, «Элм ве техсил», 2014 (на русском).

## Фильмотека
- Очаг (фильм, 1990)
- Возвращение (фильм, 1992)
- Жизнь Джавида (фильм, 2007)
- Вечность (передача, 2007)
- Цвета жизни (фильм, 2007)
- Маэстро Ниязи (фильм, 2007)
- Рафибейли (фильм, 2009)

## Переводы
(с фарси)
Баба Таир Урьян. Дубейты. — Баку, «Язычы», 1988, 112 с.

## Награды
- Орден «Честь» (7 августа 2024 года) — за большие заслуги в развитии литературоведческой науки в Азербайджане и многолетнюю плодотворную общественно-политическую деятельность[1].
- Медаль «За вклад в мировую науку» (2014 год)[4].
- Заслуженный деятель искусств Азербайджана (12 июля 2005 года) — за заслуги в развитии азербайджанской литературы и культуры[5].